# Филпотт, Хью Стэнли
Хью Стэнли Филпотт (англ. Hugh Stanley Philpott; 24 января  1961) — британский дипломат, в ноябре 2018 года назначен послом Её Величества в Туркменистане на смену Торхильде Мэри Вивиа Эбботт-Уотт. Кавалер ордена Святого Михаила и Святого Георгия (OBE).

## Биография
Филпотт начал свою карьеру в МИД Великобритании в 1980 году, где занимался широким кругом вопросов, в том числе вопросами международной безопасности, зарубежных стран и Ближнего Востока.
Работал в Осло, Будапеште, Багдаде, Вашингтоне и Маскате. Он также работал в министерстве международного развития Великобритании, отвечая за техническую поддержку России, а также в министерстве предпринимательства, инноваций и ремесел Великобритании, где возглавлял британскую сеть науки и инноваций.
В 2014-215 годах был временным поверенный в делах в Астане, а также антикризисным менеджером и заместителем главы миссии в Киеве.
С 2015 года был послом Великобритании в Таджикистане.
В ноябре 2018 года назначен послом в Туркменистане на смену Торхильде Мэри Вивиа Эбботт-Уотт. Приступил к обязанностям в сентябре 2019 года.